# Francisco Castrejón
Cor. Francisco Castrejón fue un militar mexicano que participó en la Revolución mexicana. Nació en Pachuca, Hidalgo. Se unió al movimiento constitucionalista en Monclova, Coahuila en 1913. Fue secretario del general Antonio I. Villarreal y del general Francisco J. Mújica en 1935. Alcanzó el grado de coronel.